# Can Paulet
Can Paulet és una masia del municipi de Cervelló (Baix Llobregat) inclosa en l'Inventari del Patrimoni Arquitectònic de Catalunya. A prop hi ha la Font de Can Paulet, una obra també inventariada de manera singular.

## Masia
És una masia rural amb coberta a dues vessants que conserva el portal d'arc de mig punt adovellat i un finestral gòtic. A la part de dins conserva les arcades a la part central i la bodega, si bé els sostres estan enfonsats. Les restauracions que s'observen en una part de la casa dels anys 40 del segle XX donen a entendre que la casa fou abandonada modernament, segurament pel fet de desenvolupar la urbanització del mateix nom.

## Font de Can Paulet

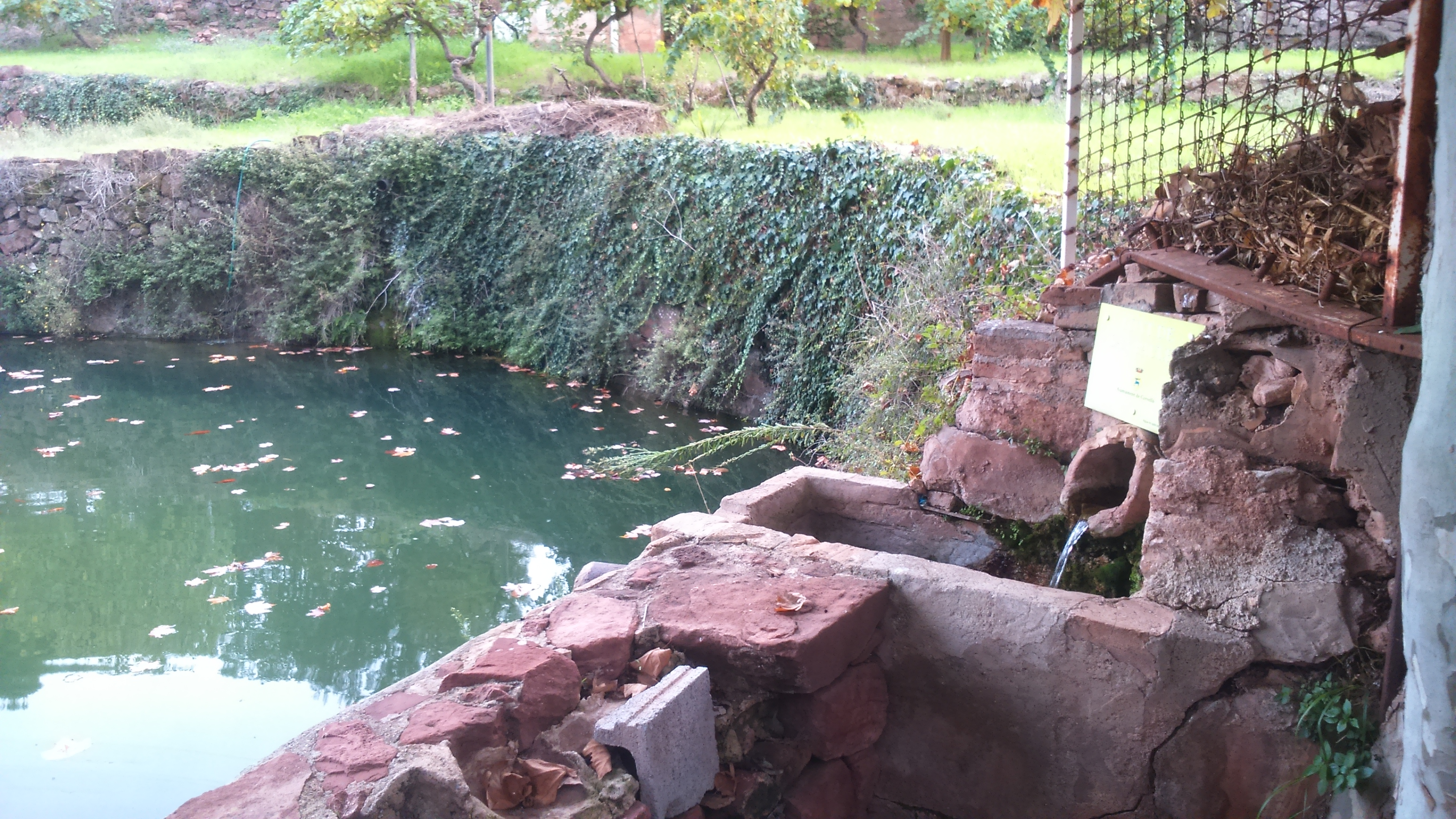
Font de Can Paulet

La Font de Can Paulet és una font de muntanya que es troba molt a prop de la masia de Can Paulet. L'accés més conegut és pel camí que va de Can Mascaró fins a Can Llopart. Segons sembla, en algun moment es canvià la seva ubicació, situant-la prop d'un hort i es construí una bassa feta d'obra vista que aprofita l'aigua que brolla de la font. El parament és de pedres irregulars unides amb molt de morter i el brollador és metàl·lic, força simple.